# Villers-en-Argonne
Villers-en-Argonne ist eine französische Gemeinde mit 215 Einwohnern (Stand 1. Januar 2022) im Département Marne in der Region Grand Est. Sie gehört zum Arrondissement Châlons-en-Champagne und zum Kanton Argonne Suippe et Vesle.

## Lage
Die Gemeinde liegt an der oberen Aisne in der Naturlandschaft der Argonnen. Sie ist umgeben von folgenden Nachbargemeinden:
|                  | Châtrices                                   |                      |
| Braux-Saint-Remy | Kompassrose, die auf Nachbargemeinden zeigt | Passavant-en-Argonne |
|                  | Sivry-Ante                                  | Le Chemin            |

## Bevölkerungsentwicklung
| Jahr                       | 1962 | 1968 | 1975 | 1982 | 1990 | 1999 | 2008 | 2018 |
| -------------------------- | ---- | ---- | ---- | ---- | ---- | ---- | ---- | ---- |
| Einwohner                  | 236  | 226  | 212  | 236  | 244  | 234  | 228  | 235  |
| Quellen: Cassini und INSEE |      |      |      |      |      |      |      |      |

## Sehenswürdigkeiten
- Kirche Notre-Dame, Monument historique seit 1942
- Schloss Villers

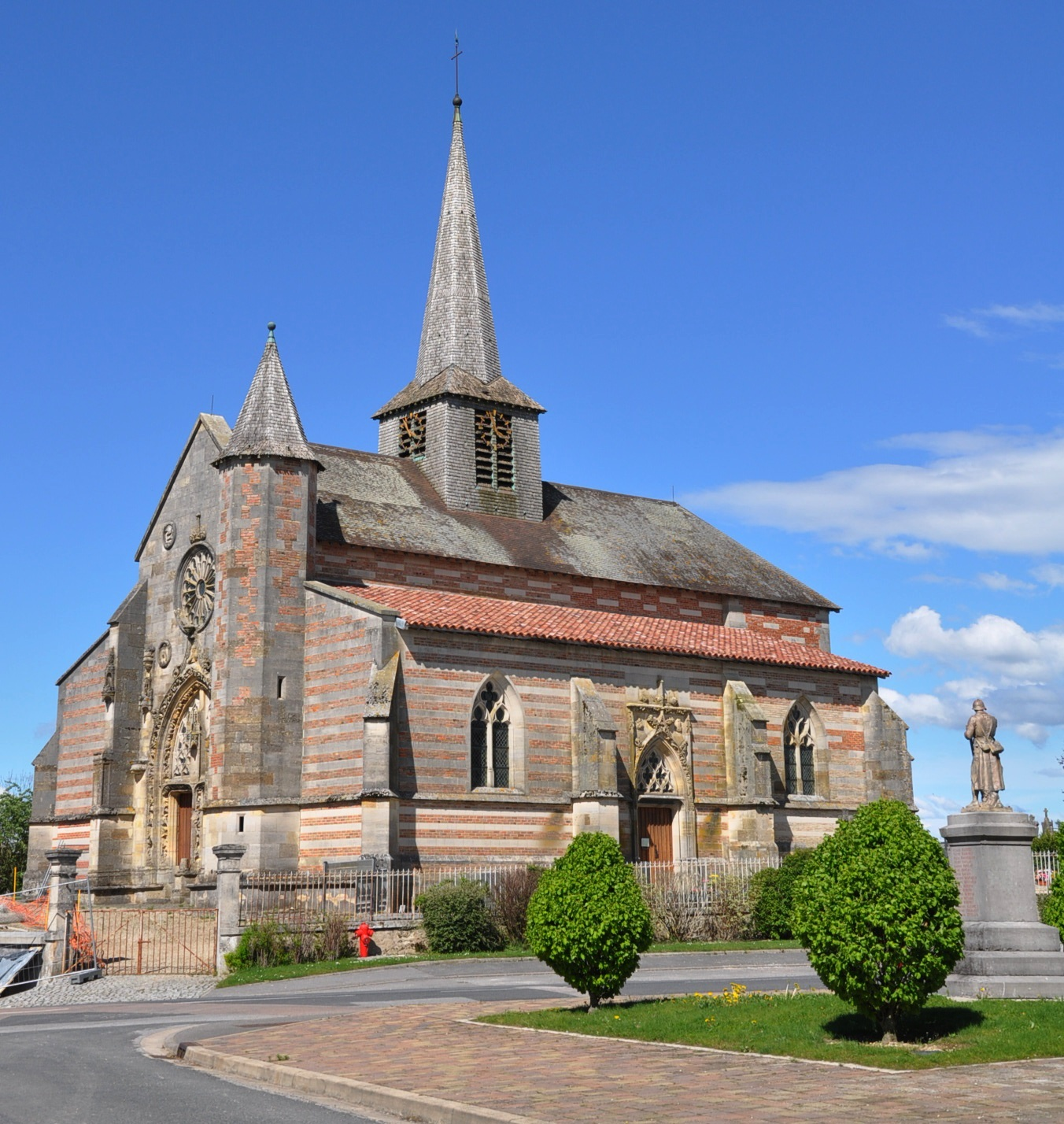
Kirche Notre-Dame
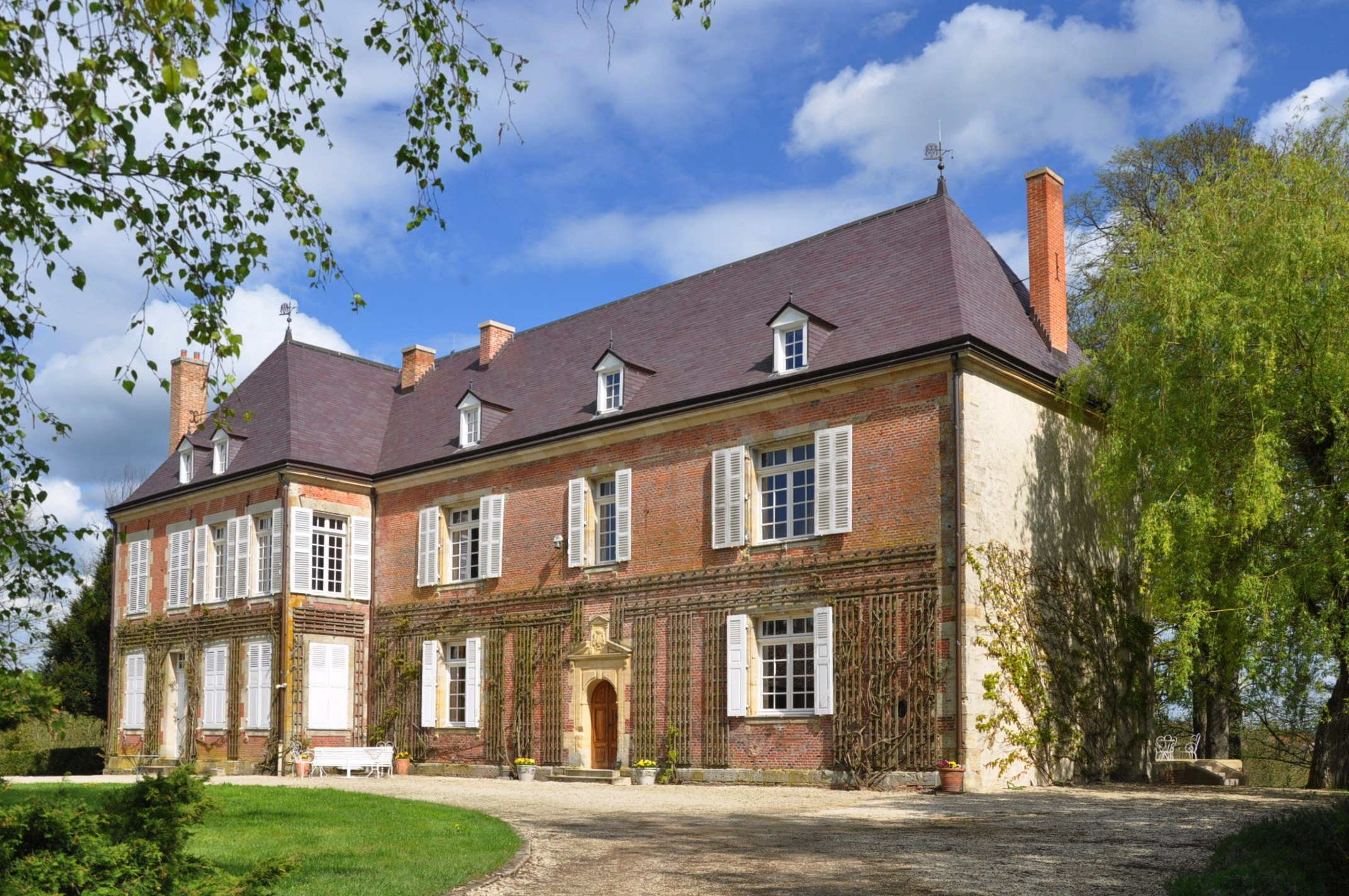
Schloss
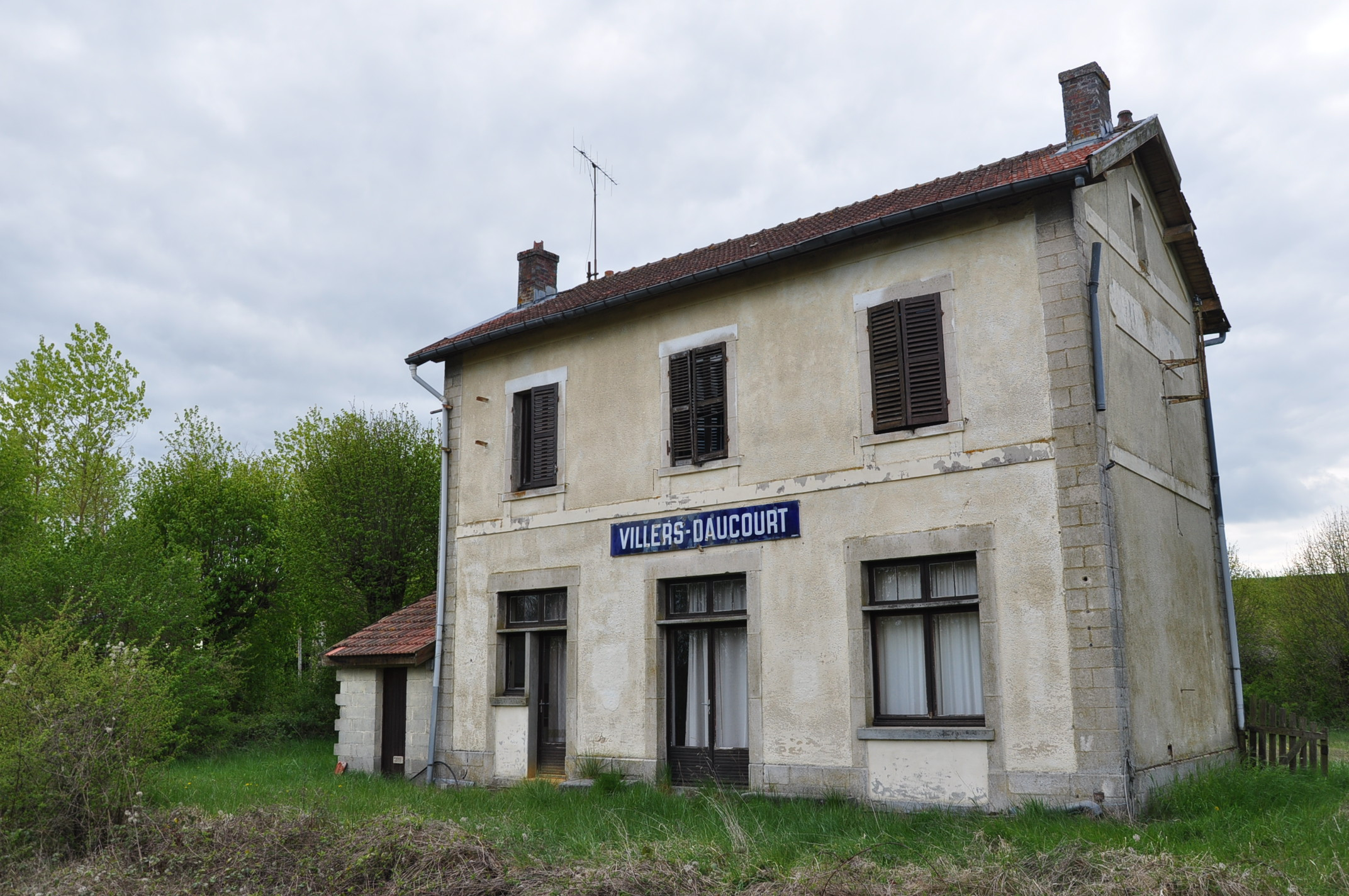
Ehemaliger Bahnhof